# Châlus (tổng)
Tổng Châlus là một tổng của Pháp tọa lạc tại tỉnh Haute-Vienne trong vùng Nouvelle-Aquitaine của Pháp.

## Địa lý
Tổng này được tổ chức xung quanh Châlus trong quận Limoges. Độ cao khu vực này là 256 m (Lavignac) đến 551 m (Bussière-Galant) độ cao trung bình trên mực nước biển là 373 m.

## Hành chính
| Giai đoạn | Ủy viên               | Đảng | Tư cách                     |
| --------- | --------------------- | ---- | --------------------------- |
| 2001-2008 | Jean-Claude Peyronnet | PS   | Sénateur de la Haute-Vienne |
| 2008-2014 | Jean-Claude Peyronnet | PS   | Sénateur de la Haute-Vienne |

## Phân chia đơn vị hành chính
Tổng Châlus được chia thành 6 xã và khoảng 5 410 người (điều tra dân số năm 1999 không tính trùng dân số).
| Xã              | Dân số | Mã bưu chính | Mã insee |
| --------------- | ------ | ------------ | -------- |
| Bussière-Galant | 1 386  | 87230        | 87027    |
| Les Cars        | 583    | 87230        | 87029    |
| Châlus          | 1 759  | 87230        | 87032    |
| Flavignac       | 955    | 87230        | 87066    |
| Lavignac        | 133    | 87230        | 87084    |
| Pageas          | 594    | 87230        | 87112    |

## Thông tin nhân khẩu
| 1962                                                     | 1968  | 1975  | 1982  | 1990  | 1999  |
| -------------------------------------------------------- | ----- | ----- | ----- | ----- | ----- |
| 5 963                                                    | 6 342 | 6 289 | 5 829 | 5 431 | 5 410 |
| Nombre retenu à partir de 1962 : dân số không tính trùng |       |       |       |       |       |